# A caza de dientes
À la chasse aux dents
L'eau-forte A caza de dientes (en français À la chasse aux dents) est une gravure de la série Los caprichos du peintre espagnol Francisco de Goya. Elle porte le numéro douze dans la série des 80 gravures. Elle a été publiée en 1799.

## Interprétations de la gravure
Il existe divers manuscrits contemporains qui expliquent les planches des Caprichos. Celui qui se trouve au Musée du Prado est considéré comme un autographe de Goya, mais semble plutôt chercher à dissimuler et à trouver un sens moralisateur qui masque le sens plus risqué pour l'auteur. Deux autres, celui qui appartient à Ayala et celui qui se trouve à la Bibliothèque nationale, soulignent la signification plus décapante des planches.
- Explication de cette gravure dans le manuscrit du Musée du Prado :
Los dientes de ahorcados son eficacísimos para los hechizos; sin este ingrediente no se hace cosa de provecho. Lástima es que el vulgo crea tales desatinos.
(Les dents du pendu sont très efficaces pour les ensorcellements ; sans cet ingrédient, on ne fait rien d'efficace. C'est une misère que les gens simples croient de pareilles bêtises)[3].

- Manuscrit de Ayala :
Los dientes del ahorcado son eficacísimos para hechizos. ¡De qué es capaz una mujer enamorada!
(Les dents du pendu sont très efficaces pour les ensorcellements. De quoi est capable une femme amoureuse)[3].

- Manuscrit de la Bibliothèque nationale :
Por salirse con la suya, sobre todo si está enamorada, es capaz de arrancar los dientes a un ahorcado.
(Pour se sortir d'affaire, surtout si elle est amoureuse, elle est capable d'arracher les dents d'un pendu)[3].

Dans cette gravure est représentée une superstition qui persistait encore parmi le peuple: une jeune est en train d'arracher une dent à un cadavre de pendu, dent qu'elle pense utiliser pour réaliser des sortilèges. C'est ce qu'indiquent les commentaires des manuscrits du Prado et de Ayala. Goya s'inspire de l'Acte VII de la Célestine, ou tragi-comédie de Calixte et de Mélibée, dans lequel la Célestine dit de la mère du personnage Pármeno : « Elle a arraché sept dents à un pendu avec des petites pinces pour épiler les sourcils, pendant que je lui enlevais les souliers». Cette scène a été citée et annotée par Moratín dans l'édition annotée de l'Autodafé sur la sorcellerie que l'Inquisition a tenu à Logroño en 1610 et dont il semble que s'est servi Goya pour des dessins et des gravures.

## Technique de la gravure

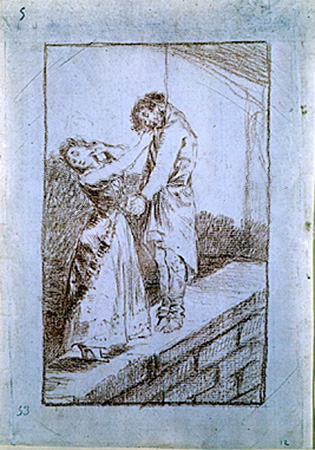
Dessin préparatoire.

Scène impressionnante où le pendu semble suspendu par la corde qui pend. L'attitude de la femme reflète la répugnance qu'elle éprouve à arracher une dent. Elle se cache partiellement le visage. Le contraste est énorme entre le mort et l'opulence féminine. Les personnages sont enveloppés d'une nuit sombre qui met en valeur l'éclairage des protagonistes. Le mur du premier dessin, qui a un rôle éminent et qui éclipse l'importance des personnages, a été obscurci pour réduire son rôle.
Le dessin préparatoire est à la sanguine. Il mesure 236 × 166 mm. Dans l'angle supérieur gauche, au crayon : « 5 ». Dans l'angle inférieur gauche, au crayon : « 53 ». Dans l'angle inférieur droit, au crayon : « 12 ».
Goya a employé les techniques de gravure de l'aquatinte et du burin. La planche est conservée dans un bon état. L'estampe mesure 215 × 150 mm sur une feuille de papier de 306 × 201 mm.

## Catalogue
- Numéro de catalogue G02100 de l'estampe au Musée du Prado.
- Numéro de catalogue D04360(r) du dessin préparatoire au Musée du Prado.
- Numéro de catalogue 51-1-10-12 de l'estampe au Musée Goya de Castres.